# Raymond Ramazani Baya
Raymond Ramazani Baya (Beni, 16 de junio de 1943-París, 1 de enero de 2019) fue un diplomático y político congoleño, que se desempeñó como Ministro de Relaciones Exteriores de la República Democrática del Congo.
Accedió a aquel cargo bajo el gobierno de transición luego de su nombramiento en ese puesto el 23 de julio de 2004, por el vicepresidente Jean-Pierre Bemba, a quien se le permitió nombrar al ministro de Relaciones Exteriores.

## Biografía
Ramazani nació en Beni en junio de 1943. Durante el régimen de Mobutu Sese Seko, se desempeñó como ministro de Información y como Embajador en Francia.
El 23 de noviembre de 1996, mientras servía como Embajador en Francia, Ramazani se encontraba hospedado en un hotel de Niza, no lejos de la Villa del Mare de Mobutu en Roquebrune Cap-Martin, cuando fue llamado por Mobutu para asistir a una reunión con el presidente de la República Centroafricana, Ange-Félix Patassé. De camino a la reunión, en Menton, atropelló a dos adolescentes mientras conducía con un enorme exceso de velocidad. Uno de los dos murió inmediatamente, mientras el otro entró en coma y murió poco después. Renunció a su cargo de embajador y fue condenado a una pena condicional de dos años de prisión y una multa de 56.000 Francos Franceses.
Después de la caída de Mobutu en 1997, Ramazani se sintió insatisfecho con el nuevo gobierno de Laurent Kabila. Se unió al Movimiento para la Liberación del Congo, un grupo rebelde con base en Gbadolite que estaba dirigido por Jean-Pierre Bemba. En 2003, el grupo entró en un gobierno de transición con otros grupos rebeldes y el gobierno de Joseph Kabila. Bemba se convirtió en vicepresidente y, entre otras cosas, pudo nombrar al ministro de Relaciones Exteriores. Antoine Ghonda fue nombrado ministro de Relaciones Exteriores, pero Ramazani era en ese momento un importante asesor en diplomacia de Bemba. Fue designado ministro de Relaciones Exteriores en 2004 cuando Ghonda fue despedido. Su mandato en ese cargo terminó en febrero de 2007, al comienzo del segundo mandato del presidente Joseph Kabila, cuando asumió el gobierno del primer ministro Antoine Gizenga. También sirvió como Senador.
Murió el 1 de enero de 2019 en París.